# Episodi de La piccola grande Nell (sesta stagione)
La sesta stagione della serie televisiva La piccola grande Nell è stata trasmessa in anteprima negli Stati Uniti d'America dalla NBC tra il 24 settembre 1986 e il 12 maggio 1987.
| nº | Titolo originale            | Titolo italiano | Prima TV USA      | Prima TV Italia |
| -- | --------------------------- | --------------- | ----------------- | --------------- |
| 1  | Sam Goes to College: Part 1 |                 | 24 settembre 1986 |                 |
| 2  | Sam Goes to College: Part 2 |                 | 24 settembre 1986 |                 |
| 3  | Below Sea Level             |                 | 1º ottobre 1986   |                 |
| 4  | Joey Meets Matthew          |                 | 8 ottobre 1986    |                 |
| 5  | Nell Goes Back to New York  |                 | 15 ottobre 1986   |                 |
| 6  | The Apartment               |                 | 29 ottobre 1986   |                 |
| 7  | I Love New York             |                 | 5 novembre 1986   |                 |
| 8  | Nell, the Boss              |                 | 12 novembre 1986  |                 |
| 9  | Harry the Hamster           |                 | 19 novembre 1986  |                 |
| 10 | Joey the Gambler            |                 | 26 novembre 1986  |                 |
| 11 | The Scam                    |                 | 3 dicembre 1986   |                 |
| 12 | Christmas in New York       |                 | 10 dicembre 1986  |                 |
| 13 | Nell's Secret Admirer       |                 | 7 gennaio 1987    |                 |
| 14 | The Loan                    |                 | 14 gennaio 1987   |                 |
| 15 | The Window: Part 1          |                 | 21 gennaio 1987   |                 |
| 16 | The Window: Part 2          |                 | 21 gennaio 1987   |                 |
| 17 | Joey's First Crush          |                 | 28 gennaio 1987   |                 |
| 18 | Joey's Teacher              |                 | 4 febbraio 1987   |                 |
| 19 | Joey's Hero                 |                 | 11 febbraio 1987  |                 |
| 20 | Joey, the Gigolo            |                 | 25 febbraio 1987  |                 |
| 21 | Parents' Week: Part 1       |                 | 31 marzo 1987     |                 |
| 22 | Parents' Week: Part 2       |                 | 7 aprile 1987     |                 |
| 23 | Save the Church             |                 | 28 aprile 1987    |                 |
| 24 | Someday My Prince...        |                 | 5 maggio 1987     |                 |
| 25 | Mama's Date                 |                 | 12 maggio 1987    |                 |